# Europaparlamentsvalet i Österrike 2014
Europaparlamentsvalet i Österrike 2014 ägde rum söndagen den 25 maj 2014. Drygt 6,4 miljoner personer var röstberättigade i valet om de 18 mandat som Österrike har tilldelats innan valet. I valet tillämpades ett valsystem med partilistor, d’Hondts metod och en spärr på 4 procent för småpartier. Österrike var inte uppdelat i några valkretsar, utan fungerade som en enda valkrets i valet.
Hans-Peter Martins lista, ett euroskeptiskt och populistiskt parti, som fick 17,8 procent av rösterna respektive tre mandat i valet 2009 ställde inte upp i valet 2014. Det euroskeptiska och högerpopulistiska Frihetspartiet (FPÖ) kunde främst dra nytta av detta och ökade med 7 procent till 19,7 procent och fick ytterligare två mandat till sina två mandat i förra valet. Det kristdemokratiska Österrikiska folkpartiet (ÖVP) backade men kunde försvara första platsen. Socialdemokraterna (SPÖ) ökade obetydligt och förblev andra största partiet. De gröna åstadkom sitt bästa valresultat någonsin i varken ett Europaparlamentsval eller nationellt val i att partiet fick 14,5 procent av rösterna respektive tre mandat. Det nygrundade liberala partiet NEOS fick 8,1 procent av rösterna respektive ett mandat. Alliansen för Österrikes framtid (BZÖ) som fick 4,6 procent av rösterna i förra valet backade till 0,5 procent. Inget annat av de totalt 9 partier som ställde upp i valet klarade 4 procent spärren.

## Opinionsmätningar
Färgerna i tabellen motsvarar grupptillhörigheten i Europaparlamentet.
| Datum      | Opinionsmätning            | ÖVP        | SPÖ        | De Gröna   | Martin     | FPÖ        | TS        | NEOS       | Europa Anders | Rekos     | Mandat |
| ---------- | -------------------------- | ---------- | ---------- | ---------- | ---------- | ---------- | --------- | ---------- | ------------- | --------- | ------ |
| 2014-05-09 | Unique Research            | 5 (25 %)   | 5 (24 %)   | 2 (12 %)   |            | 4 (20 %)   |           | 2 (13 %)   | 0 (3 %)       | 0 (2 %)   | 18     |
| 2014-05-08 | meinungsraum.at            | 5 (24 %)   | 5 (23 %)   | 2 (12 %)   |            | 4 (21 %)   |           | 3 (14 %)   | 0 (1,5 %)     | 0 (1,5 %) | 18     |
| 2014-05-01 | Gallup                     | 5 (24 %)   | 5 (24 %)   | 2 (13 %)   |            | 4 (19 %)   |           | 2 (14 %)   | 0 (3 %)       | 0 (1 %)   | 18     |
| 2014-04-27 | Gallup                     | 5 (23 %)   | 5 (24 %)   | 2 (13 %)   |            | 4 (20 %)   |           | 2 (13 %)   | 0 (2 %)       | 0 (1 %)   | 18     |
| 2014-04-12 | Unique Research            | 5 (26 %)   | 5 (24 %)   | 2 (13 %)   |            | 3 (18 %)   |           | 3 (14 %)   |               |           | 18     |
| 2014-04-10 | Gallup                     | 5 (24 %)   | 5 (24 %)   | 2 (13 %)   |            | 4 (19 %)   |           | 2 (13 %)   | 0 (2 %)       | 0 (2 %)   | 18     |
| 2014-04-04 | Unique Research            | 5 (26 %)   | 4 (23 %)   | 2 (12 %)   |            | 4 (19 %)   |           | 3 (14 %)   | 0 (1 %)       | 0 (1 %)   | 18     |
| 2014-03-28 | OeKonsult                  | 5 (25 %)   | 5 (22 %)   | 2 (13 %)   |            | 4 (21 %)   |           | 2 (12 %)   | 0 (1 %)       | 0 (1 %)   | 18     |
| 2014-03-27 | Gallup                     | 5 (22 %)   | 5 (24 %)   | 2 (13 %)   |            | 4 (21 %)   |           | 2 (13 %)   | 0 (1 %)       | 0 (1 %)   | 18     |
| 2014-03-20 | Unique Research            | 5 (26 %)   | 5 (23 %)   | 2 (13 %)   |            | 4 (20 %)   |           | 2 (11 %)   |               |           | 18     |
| 2014-03-16 | Market                     | 5 (23 %)   | 4 (21 %)   | 3 (15 %)   |            | 4 (22 %)   |           | 2 (12 %)   | 0 (2 %)       |           | 18     |
| 2014-03-13 | Hajek                      | 5 (24 %)   | 5 (25 %)   | 2 (10 %)   | 0 (3 %)    | 4 (22 %)   |           | 2 (12 %)   |               |           | 18     |
| 2014-03-07 | Karmasin                   | 4 (22 %)   | 5 (23 %)   | 3 (14 %)   | 0 (2 %)    | 4 (22 %)   |           | 2 (12 %)   | 0 (1 %)       |           | 18     |
| 2014-02-15 | Karmasin                   | 4 (22 %)   | 5 (23 %)   | 3 (14 %)   | 0 (2 %)    | 4 (22 %)   |           | 2 (12 %)   |               | 0 (1 %)   | 18     |
| 2014-02-14 | Gallup                     | 4 (22 %)   | 4 (22 %)   | 3 (14 %)   | 0 (2 %)    | 5 (23 %)   |           | 2 (13 %)   |               | 0 (1 %)   | 18     |
| 2014-02-07 | meinungsraum.at            | 4 (20 %)   | 5 (24 %)   | 2 (13 %)   | 0 (1 %)    | 5 (23 %)   |           | 2 (13 %)   |               |           | 18     |
| 2014-01-31 | Gallup                     | 4 (23 %)   | 4 (23 %)   | 3 (14 %)   | 0 (1 %)    | 4 (22 %)   |           | 3 (13 %)   |               | 0 (1 %)   | 18     |
| 2014-01-26 | IFES                       | 4 (20 %)   | 5 (24 %)   | 3 (14 %)   | 0 (3 %)    | 4 (22 %)   |           | 2 (12 %)   |               |           | 18     |
| 2014-01-17 | Gallup                     | 5 (24 %)   | 5 (24 %)   | 2 (13 %)   | 0 (2 %)    | 4 (23 %)   |           | 2 (12 %)   |               | 0 (1 %)   | 18     |
| 2014-01-12 | Gallup                     | 5 (25 %)   | 5 (23 %)   | 2 (13 %)   | 0 (2 %)    | 4 (22 %)   | –         | 2 (12 %)   |               | 0 (1 %)   | 18     |
| 2014-01-07 | OeKonsult                  | 5 (23,2 %) | 4 (21,7 %) | 3 (15,8 %) | 0 (2,5 %)  | 4 (22,7 %) | 0 (2 %)   | 2 (10,8 %) |               |           | 18     |
| 2013-12-22 | Gallup                     | 5 (24 %)   | 4 (22 %)   | 3 (13 %)   | 0 (3 %)    | 4 (22 %)   | 0 (2 %)   | 2 (10 %)   |               |           | 18     |
| 2013-12-12 | Hajek                      | 5 (26 %)   | 4 (20 %)   | 2 (13 %)   | 1 (5 %)    | 4 (21 %)   | 0 (2 %)   | 2 (10 %)   |               |           | 18     |
| 2013-12-07 | Karmasin                   | 5 (26 %)   | 4 (22 %)   | 2 (12 %)   | 0 (3 %)    | 4 (22 %)   | 0 (2 %)   | 2 (9 %)    |               |           | 18     |
| 2013-11-08 | Karmasin                   | 5 (25 %)   | 5 (22 %)   | 2 (12 %)   | 0 (3 %)    | 5 (21 %)   | 0 (2 %)   | 1 (8 %)    |               |           | 18     |
| 2009-06-07 | Europaparlamentsvalet 2009 | 6 (30,0 %) | 4 (23,7 %) | 2 (9,9 %)  | 3 (17,7 %) | 2 (12,7 %) | 0 (0,0 %) | 0 (0,0 %)  | 0 (0,0 %)     | 0 (0,0 %) | 17     |

## Bakgrund

### Partiernas provval och nomineringsprocesser
ÖVP: Den 6 december 2013 utsåg Österrikiska folkpartiet Othmar Karas, som är en av de 14 nuvarande vice talmän i Europaparlamentet, till dess toppkandidat inför valet. Den 14 mars 2014 nominerade ÖVP sina resterande kandidater. Dessa är Elisabeth Köstinger, Paul Rübig, Claudia Schmidt och Heinz Becker. Förutom Schmidt är alla andra sittande Europaparlamentariker. Den tidigare justitieministern Beatrix Karl kommer att stå på listans sjätte plats.
SPÖ: Den 13 januari 2014 utsågs den kända ORF-programledaren Eugen Freund till Socialdemokraternas toppkandidat inför valet. Efter Freund återfinns de fyra redan sittande Europaparlamentarikerna på listan, Evelyn Regner, Jörg Leichtfried, Karin Kadenbach och Josef Weidenholzer. Hannes Swoboda som är nuvarande gruppledare för Gruppen Progressiva förbundet av socialdemokrater i Europaparlamentet ställer inte upp i valet utan går i pension.
Martin: Den sittande Europaparlamentarikern Hans-Peter Martin tillkännagav den 25 mars att han inte kommer att ställa upp i valet.
FPÖ: Den 9 januari 2014 nominerade Frihetspartiet den sittande Europaparlamentarikern Andreas Mölzer till sin toppkandidat. Harald Vilimsky, Franz Obermayr, Georg Mayer och Barbara Kappel hamnade på de följande platserna. Den 8 april 2014 fick dock Mölzer dra tillbaka sin kandidatur efter att ha yttrat sig rasistiskt och jämfört EU med Nazityskland.
GRÜNE: Den 1 december 2013 utsåg De gröna Ulrike Lunacek, som är vice gruppledare i Gruppen De gröna/Europeiska fria alliansen, till sin toppkandidat. Michel Reimon och Monika Vana hamnade på andra respektive tredje plats.
BZÖ: Den 19 januari 2014 bekräftade Alliansen för Österrikes framtid att ställa upp i valet. Den 25 februari meddelade BZÖ att Ulrike Haider-Quercia, tidigare partichef Jörg Haiders dotter, hade utsetts till toppkandidat. Som partiets andra kandidat fungerar den sittande Europaparlamentarikern Angelika Werthmann. Den 8 april drog Haider-Quercia dock tillbaka sin kandidatur efter att Werthmann hade uteslutits från ALDE-gruppen på grund av att ALDE-gruppen inte ville bli förknippad med BZÖ.
TS: Den 8 april tillkännagav Team Stronach att partiet inte kommer att ställa upp i valet.
NEOS: NEOS genomförde ett online-provval mellan 7 januari och 7 februari 2014 där alla medborgare var erbjudna att delta i. Den 15 februari 2014 fastställde partistyrelsen den slutgiltiga listan och bekräftade då provvalets resultat. Angelika Mlinar utsågs till NEOS toppkandidat; Stefan Windberger och Anton Fink hamnade på andra respektive tredje plats.
REKOS: Den sittande Europaparlamentarikern Ewald Stadler uteslöts från BZÖ i oktober 2013. Den 23 december 2013 avslöjade han att han kommer att ställa upp i valet med en egen lista, kallad Reformkonservativarna (tyska: Die Reformkonservativen - REKOS), tillsammans med Christliche Partei Österreichs (CPÖ) och Junge Europäische Studenteninitiative (JES).
Europa anders: Den 19 januari avslöjades att de tre partierna Kommunistiska partiet (KPÖ), Piratpartiet och Der Wandel kommer att bilda en valallians inför valet som heter Europa anders. Valalliansen utsåg den sittande Europaparlamentarikern Martin Ehrenhauser, som tidigare tillhörde Hans-Peter Martins lista, till sin toppkandidat den 1 mars.
EU-Stop: Den 30 januari tillkännagav Neutrale Freie Österreich (NFÖ) och EU-Austrittspartei (EU-AUS) att ställa upp gemensamt i valet under namnet EU-Stop. Deras uttalade mål är att Österrike ska träda ut ur Europeiska unionen.

## Valresultat
|                                                                                               |          |  |           |        |
|                                                                                               | Andel    |  | Antal     | Mandat |
| Österrikiska folkpartiet                                                                      | 26,98 %  |  | 761 896   | 5      |
| Österrikiska folkpartiet                                                                      | –3,00 %  |  | –97 025   | –1     |
| Socialdemokraterna                                                                            | 24,09 %  |  | 680 180   | 5      |
| Socialdemokraterna                                                                            | +0,35 %  |  | + 139     | +1     |
| Frihetspartiet                                                                                | 19,72 %  |  | 556 835   | 4      |
| Frihetspartiet                                                                                | +7,01 %  |  | +192 628  | +2     |
| De gröna                                                                                      | 14,52 %  |  | 410 089   | 3      |
| De gröna                                                                                      | +4,59 %  |  | +125 584  | +1     |
| NEOS                                                                                          | 8,14 %   |  | 229 781   | 1      |
| NEOS                                                                                          | +8,14 %  |  | +229 781  | +1     |
| Övriga partier och kandidater                                                                 | 6,54 %   |  | 184 780   | 0      |
| Övriga partier och kandidater                                                                 | –17,09 % |  | –492 167  | –3     |
| Ogiltiga och blanka röster                                                                    | 2,95 %   |  | 85 936    | 0      |
| Ogiltiga och blanka röster                                                                    | +0,88 %  |  | +25 425   | ±0     |
| Valdeltagande                                                                                 | 45,39 %  |  | 2 909 497 | 18     |
| Valdeltagande                                                                                 | –0,59 %  |  | –15 635   | +1     |
| Antal röstberättigade 6 410 526 05 EPP 05 S&D 01 ALDE 03 G/EFA 00 ECR 00 GUE/NGL 00 EFD 04 NI |          |  |           |        |

Källa: